# 성난 얼굴로 돌아보라 (1965년 영화)
성난 얼굴로 돌아보라는 한국에서 제작된 김시현 감독의 1965년 영화이다. 최무룡 등이 주연으로 출연하였고 홍의선 등이 제작에 참여하였다.

## 출연

### 주연
- 최무룡
- 태현실
- 박노식
- 이예춘

## 제작진
- 조명: 김연
- 미술: 홍성칠